# Gezegende nacht

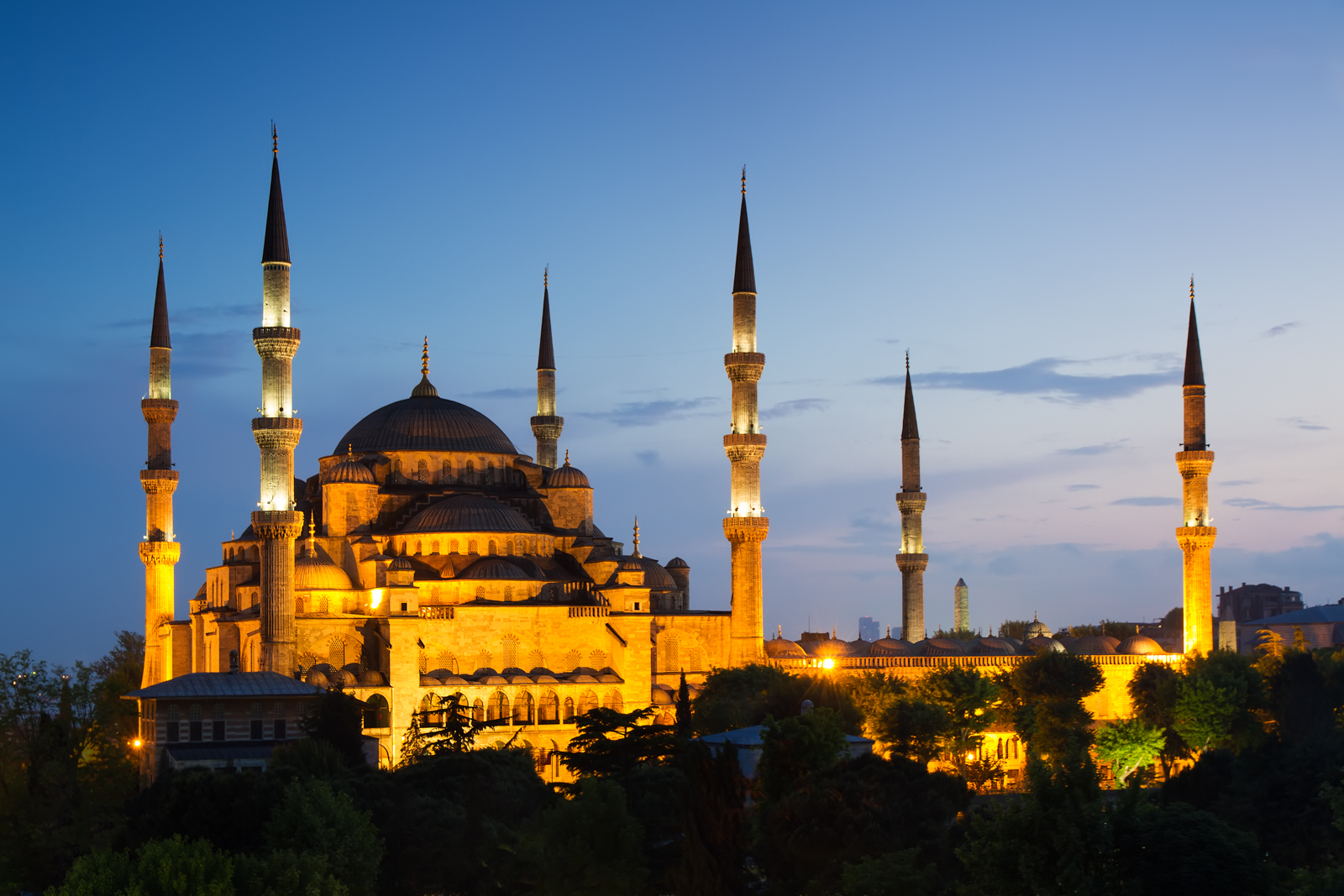
Verlichte minatetten van de Blauwe moskee in Istanbul

Een gezegende nacht, ook wel heilige nacht of kandil (Arabisch: قنديل, qindīl) is binnen de islam een nacht of avond die met godsdienstige handelingen gevierd wordt. Met name in Turkije worden deze nachten gevierd.
Op deze momenten worden de minaretten verlicht. Deze traditie vindt haar oorsprong in de tijd van Selim II. De traditie van de verlichting van de minaretten is gebaseerd op het feit dat vroeger olielampen werden aangestoken in de moskeeën. Daarom worden de nachten ook wel kandil geceleri genoemd. Kandil (kandelaar) betekent olielamp. In Turkijë worden “Kandil simidi” gegeten, bagels met komijn of sesamzaad.

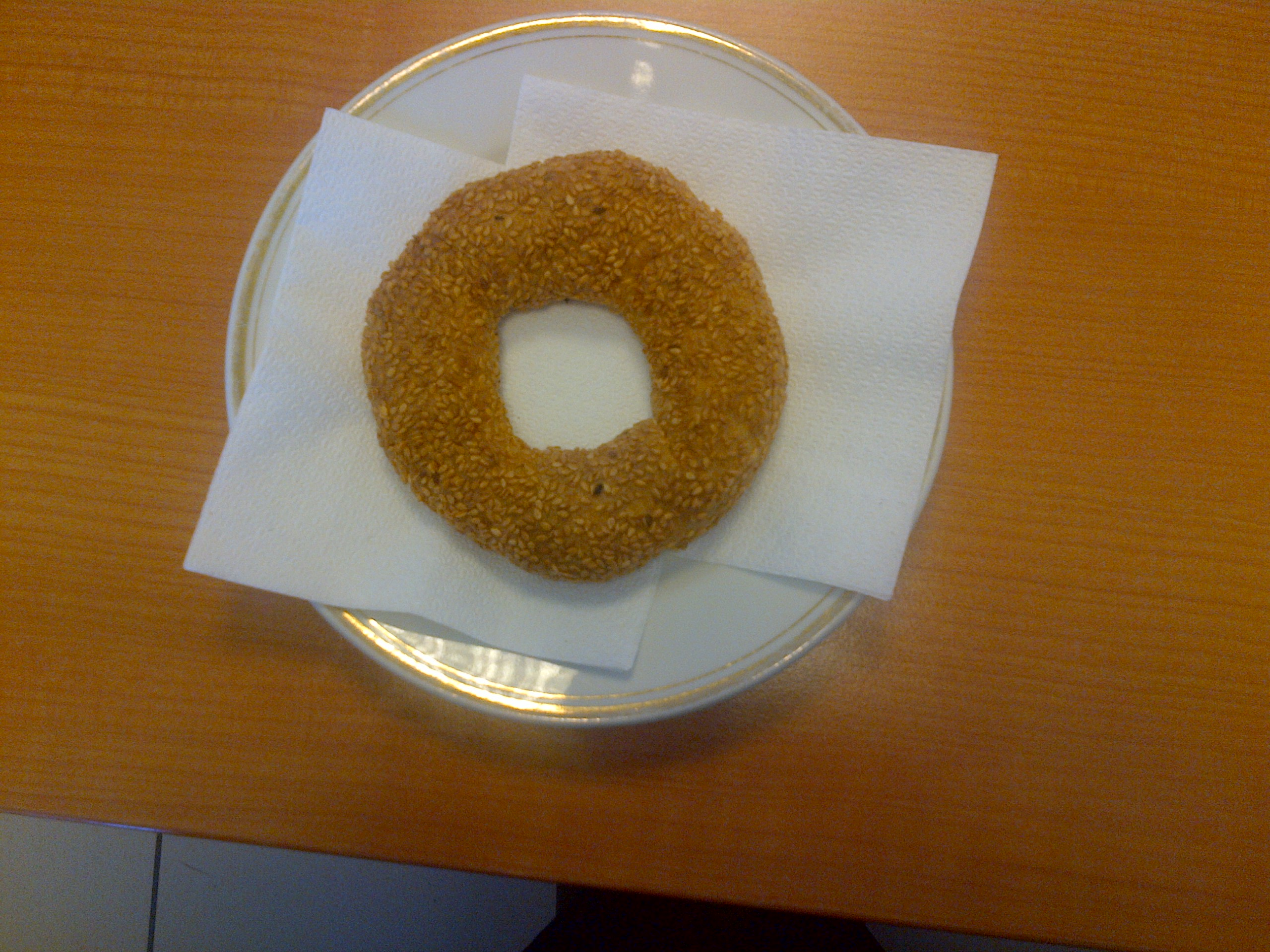
Kandil simidi

Volgens de hanafitische madhhab zijn er vijf gezegende nachten:

## De gezegende nacht van Mawlid - geboortedag van Mohammed
Op Mawlid an-Nabi wordt zowel de geboorte- als de sterfdag van Mohammed gevierd en herdacht. Mawlid an-Nabi wordt gevierd op 12 Rabi'-ul-Awwal, de derde maand van het islamitische maanjaar. Volgens de overlevering werd Mohammed op maandag 12 Rabi'-ul-Awwal in het jaar 570 AD geboren en stierf hij op maandag 12 Rabi'-ul-Awwal 632 AD. Sjiieten vieren en gedenken het op 17 Rabi'-ul-Awwal.

## De gezegende nacht van Ragha'ib - nacht van de wonderen
In deze nacht wordt gevierd dat de moeder van Mohammed begreep in verwachting te zijn van Mohammed. Deze nacht wordt in de eerste nacht voorafgaand aan de eerste vrijdag van de maand radjab herdacht. De nacht wordt ook wel Regaib Kandili genoemd.

## De gezegende nacht van Mi'raadj - nachtreis van Mohammed
In deze nacht wordt de reis gevierd die Mohammed maakte op het hemelse dier Buraq in een nacht op de 27ste dag van de maand radjab. Tijdens deze nachtreis ging Mohammed van Mekka naar de plaats van de huidige Al-Aqsamoskee in Jeruzalem, waarna hij vanuit de Al-Aqsa naar de Hemel zou zijn opgeklommen. De nacht wordt ook wel Lailat-ul-Meraj genoemd.

## De gezegende nacht van Bara'a - nacht van de lotsbezegeling
Moslims herdenken in deze nacht dat de Koran door God naar de wereld werd gezonden. In deze nacht wordt het onderhoud en het leven van de mensen onderzocht en aan de moslims vergeving en zegeningen geschonken. Volgens de overleveringen gaat het om 15e dag van de maand sha'baan. Het gaat dan om de voorafgaande nacht die als gezegend wordt gezien. Op deze nacht, ook wel Lailat-ul-Baraat genoemd – wordt volgens door Allah bepaald wie er het aankomende jaar geboren zullen worden of zullen sterven.

## De gezegende nacht van Qadr - nacht van de beslissing
In deze nacht wordt gevierd dat voor de eerste maal een soera van de Koran door de engel Djibril aan Mohammed is geopenbaard vanuit de wereld waar God de Koran zond. Wanneer dit gebeurd is, is niet bekend, maar doorgaans wordt uitgegaan van een van de laatste vijf oneven dagen van de maand ramadan, waarbij het op de 27ste dag ook daadwerkelijk herdacht wordt. Zekerheid is er echter niet over.